# NGC 1732
NGC 1732 је расејано звездано јато у сазвежђу Златна риба које се налази на NGC листи објеката дубоког неба.
Деклинација објекта је - 68° 39' 0" а ректасцензија 4h 53m 10,6s. Привидна величина (магнитуда) објекта NGC 1732 износи 12,3. NGC 1732 је још познат и под ознакама ESO 56-SC17.